# Pèdre Moisant
Pour les articles homonymes, voir Moisant.
Le comte Pèdre Moisant est un mécène, archéologue et collectionneur français, né à Cadix (Espagne) le 5 septembre 1805 et mort à Tours le 23 mars 1886.

## Biographie

### Famille et enfance
D'une vieille famille tourangelle, ayant donné des échevins et avocats du roi au bureau des finances de la généralité de Tours,, Pèdre Michel Charles Moisant est le fils de Charles Moisant (1770-1851) et de Marie-Jeanne Le Gobien du Bois-Martin. Son père, un homme d'affaires à Tours, Cadix et Rouen, devient propriétaire du manoir des Ligneries et maire de Charentilly, et fait construire en 1838 le château de Poillé par l'architecte Phidias Vestier, château dont Pèdre Moisant hérite.

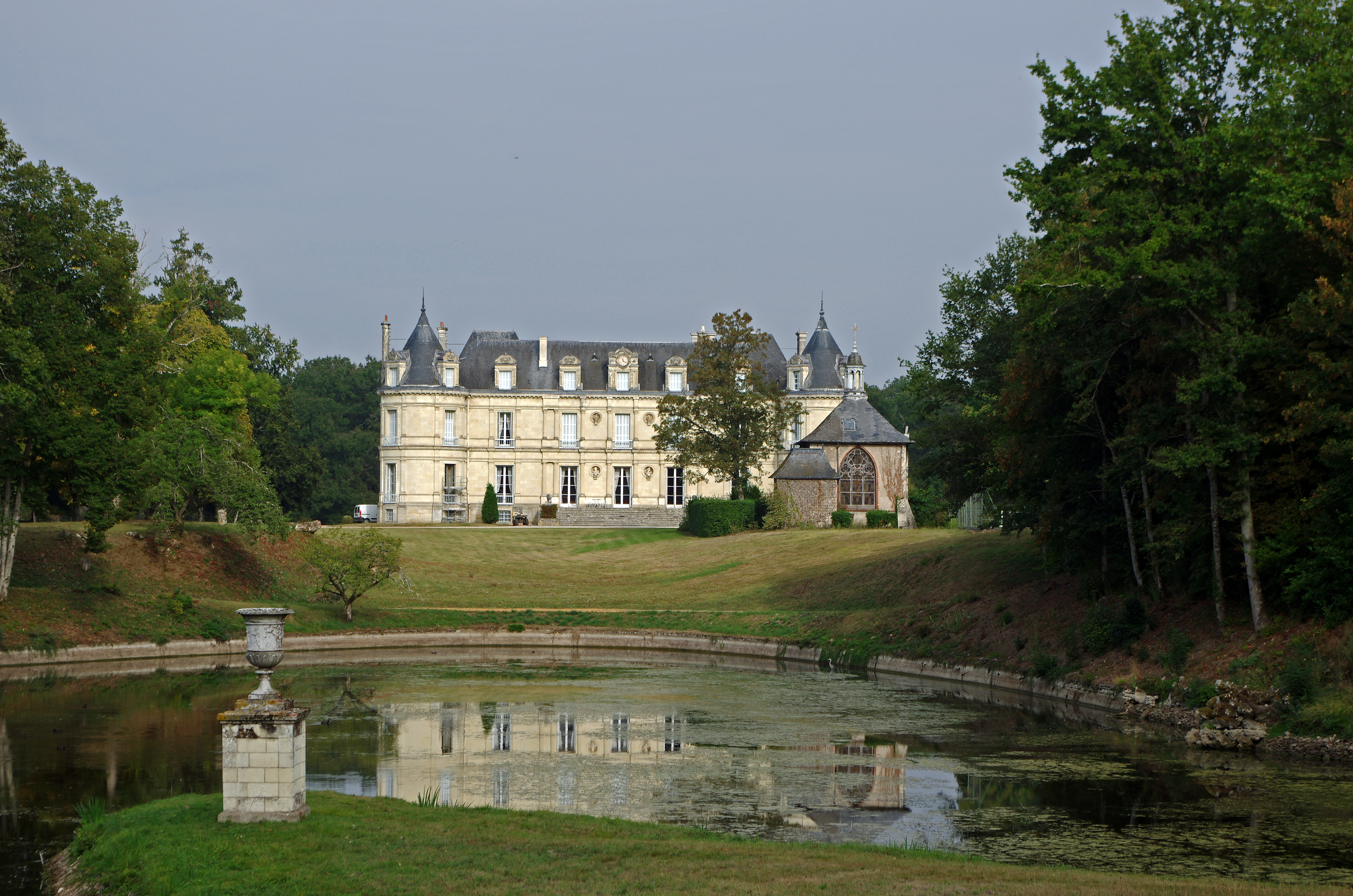
Le château de Poillé, construit par son père et hérité par Pèdre Moisant.

Il est le petit-neveu de Michel Banchereau et de Joseph Plumard de Rieux, le neveu de Pierre Le Gobien, de François-Charles Moisant (propriétaire des châteaux de Langeais, Cinq-Mars et La Perraudière), de Mériadec Moisant (propriétaire de la Moisanderie et de La Tour) et de Henri Jacques Goüin-Moisant. Important propriétaire, le famille Moisant a également été propriétaire du manoir de Chaix, ainsi que des hôtels Moisant-Girollet, de la Crouzille ou bien de la Massetière.
Il fait partie de la liste des membres fondateurs de la Colonie agricole et pénitentiaire de Mettray en 1839.
La famille Moisant faisait partie du cercle d'amis intimes du duc Pasquier à Tours, lors de son retrait, avec notamment la comtesse de Boigne, les Flavigny et le colonel Champmontant.

### Un engagement catholique
Profondément catholique, Moisant avait le projet d'élever un monument marial à Charentilly. Un de ses parents, Budan de Russé, propriétaire du château de la Châtaigneraie à Langeais, avait fait sculpté un monument, sculpté par Jean Goujon et représentant la Vierge Marie, l'Enfant Jésus et Saint Jean-Baptiste, pour sa chapelle, mais le monument se trouve être beaucoup trop considérable pour la chapelle (la statue pèse trois tonnes). Moisant l'acquiert alors et le fait installer en 1858, entre son château et une chapelle publique qu'il fait bâtir. Il fait également ériger dans sa propriété une statue de Saint Pierre, son saint patron, et une de Saint Louis, saint patron de son frère, dont la propriété des Ligneries est voisine. Le cardinal Morlot, archevêque de Tours, béni ces différentes statues en septembre suivant, en présence des curés de Charentilly, Semblancay, Saint-Roch et Saint-Antoine.

#### Le redécouverte du tombeau de Saint Martin de Tours

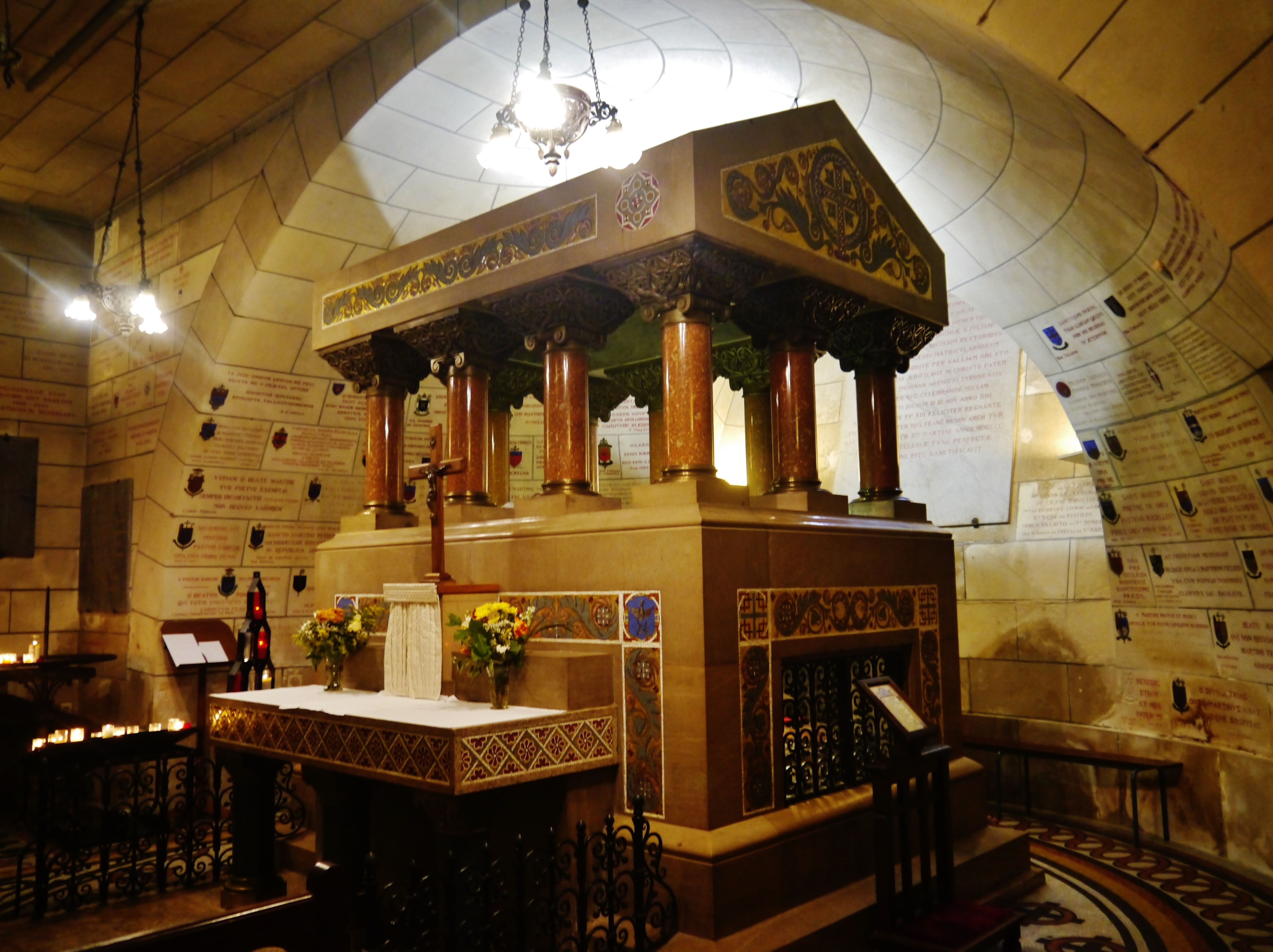
Le tombeau de Saint Martin, retrouvé par Moisant, Ratel et Papin Dupont.

Il se lance, avec ses amis Léon Papin Dupont et Stanislas Ratel, dans le projet de retrouver le tombeau primitif de saint Martin de Tours et reconstruire une basilique à son emplacement afin de rétablir son culte. Il devient ainsi membre de la commission primitive de l'« Œuvre du Vestiaire de Saint-Martin » fondée par Papin Dupont. Sa fortune lui permet d'acquérir à ses frais les immeubles de la rue Descartes sous lesquelles, d'après les estimations de Ratel, doit se trouver le tombeau, qu'ils redécouvrent effectivement le 14 décembre 1860, ce qui permit de rétablir  le culte martinien et de relancer un projet de restitution du site grandiose.
À la suite de cette découverte, Ratel, Moisant, Dupont et plusieurs de leurs amis fondent un comité pour la reconstruction de la basilique Saint-Martin de Tours,. Ils défendent farouchement l'idée d'une reconstruction à l'identique de l'ancienne basilique et s'opposent au projet qui verra finalement le jour. Son grand-oncle, Antoine-Noël Moisant, avait été chanoine de Saint-Martin et grand archiprêtre de l'Église de Tours.

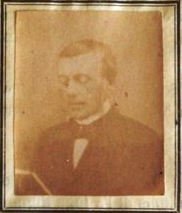
Photographie de Pèdre Moisant.

Sur demande de son ami Mgr Guibert, il est créé comte romain par bref papal du 25 juin 1867 de sa Sainteté Pie IX, titre transmissible à l'aîné de ses neveux et à sa postérité, pour services éminents rendus à l’Église. « Le fait eut lieu à Rome même, où M. Moisant se trouvait pour les grandes fêtes célébrées à l'occasion du centenaire de Saint Pierre ». Il est également décoré de l'ordre de Saint-Grégoire-le-Grand.
Le 8 novembre 1872, le conseil municipal de Charentilly lui adresse une lettre de remerciement pour l'entretien à ses frais depuis douze ans de deux religieuses pour les soins des malades et l'éducation des jeunes filles de la commune.
Il était membre de la Société archéologique de Touraine, fondée par son cousin germain Henry Goüin.
Pèdre Moisant meurt le 23 mars 1886, à Tours, après avoir reçu la bénédiction du pape Léon XIII. Stanislas Ratel sera son exécuteur testamentaire.

## Pour approfondir